# Chiesa di San Michele (Sorbolo Mezzani, Frassinara)
La chiesa di San Michele è un luogo di culto cattolico dalle forme barocche situato in strada della Chiesa a Frassinara, frazione di Sorbolo Mezzani, in provincia e diocesi di Parma; è sede di una parrocchia compresa nella zona pastorale della Bassa.

## Storia
La chiesa risale probabilmente al X secolo, con l’edificazione del castello nei pressi venne realizzata anche una cappella. Viene nominata nel rotolo delle decime del 1230 come dipendente dalla pieve di Pedrignano. Successivamente passò all'abbazia di San Giovanni di Parma.
Nel 1564 divenne chiesa parrocchiale e contava ben cinque sacerdoti. L’edificio fu rimaneggiato realizzando l’area absidale in quello che era precedentemente l’ingresso del XIV – XV secolo. La prima metà del XVIII secolo furono inoltre aggiunte le due cappelle laterali.
Agli inizi del XIX secolo le capriate furono sostituite da una struttura a volta. Nel 1943 l’edificio fu restaurato. Nel 1963 furono inserite capriate in cemento armato. Nel 2016 è stato effettuato un restauro delle pareti esterne.

## Descrizione
La chiesa si sviluppa su pianta rettangolare a navate unica, con l'ingresso rivolto a est e presbiterio absidato a ovest. 

### Esterno

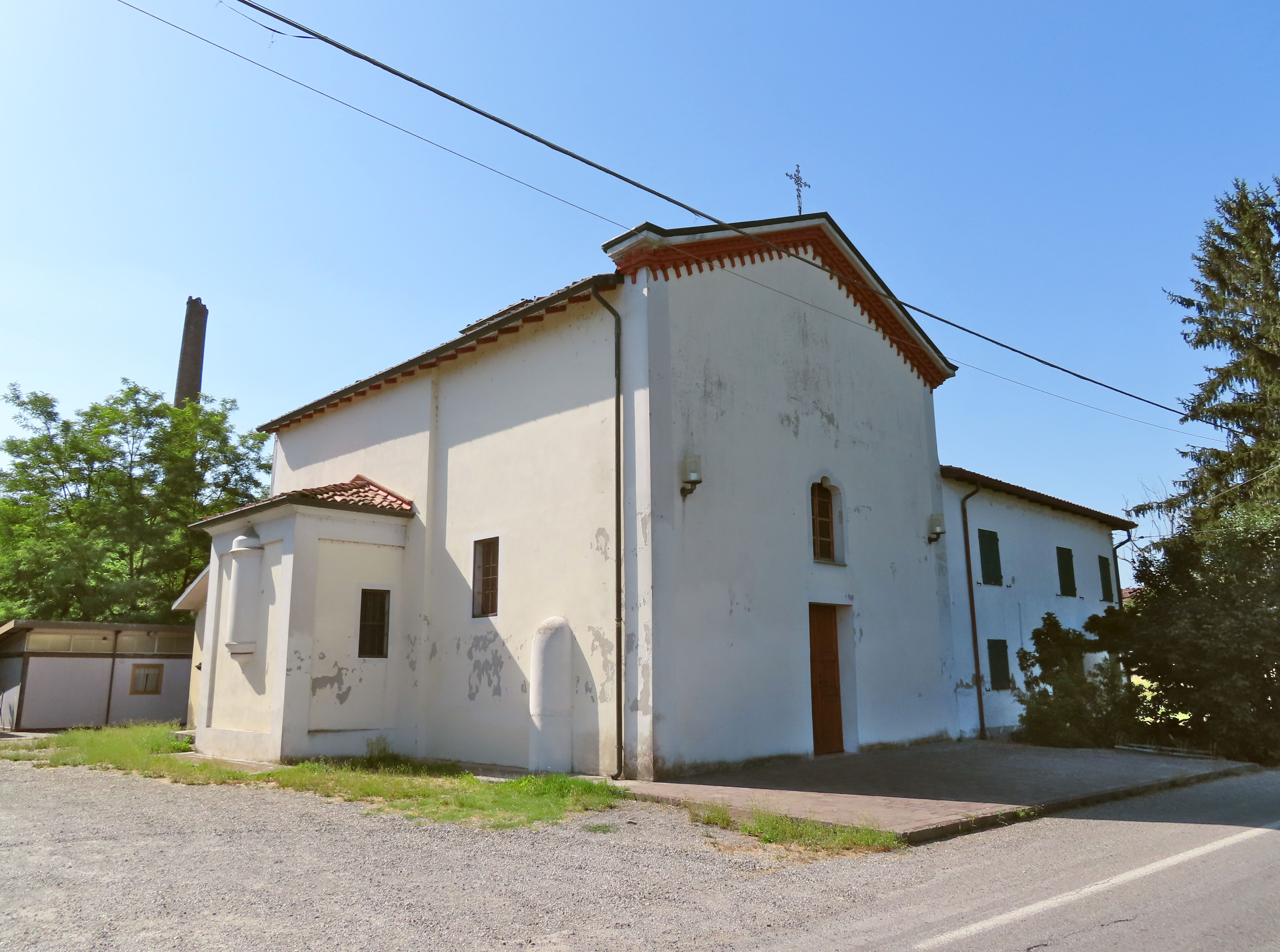
Facciata e lato sud

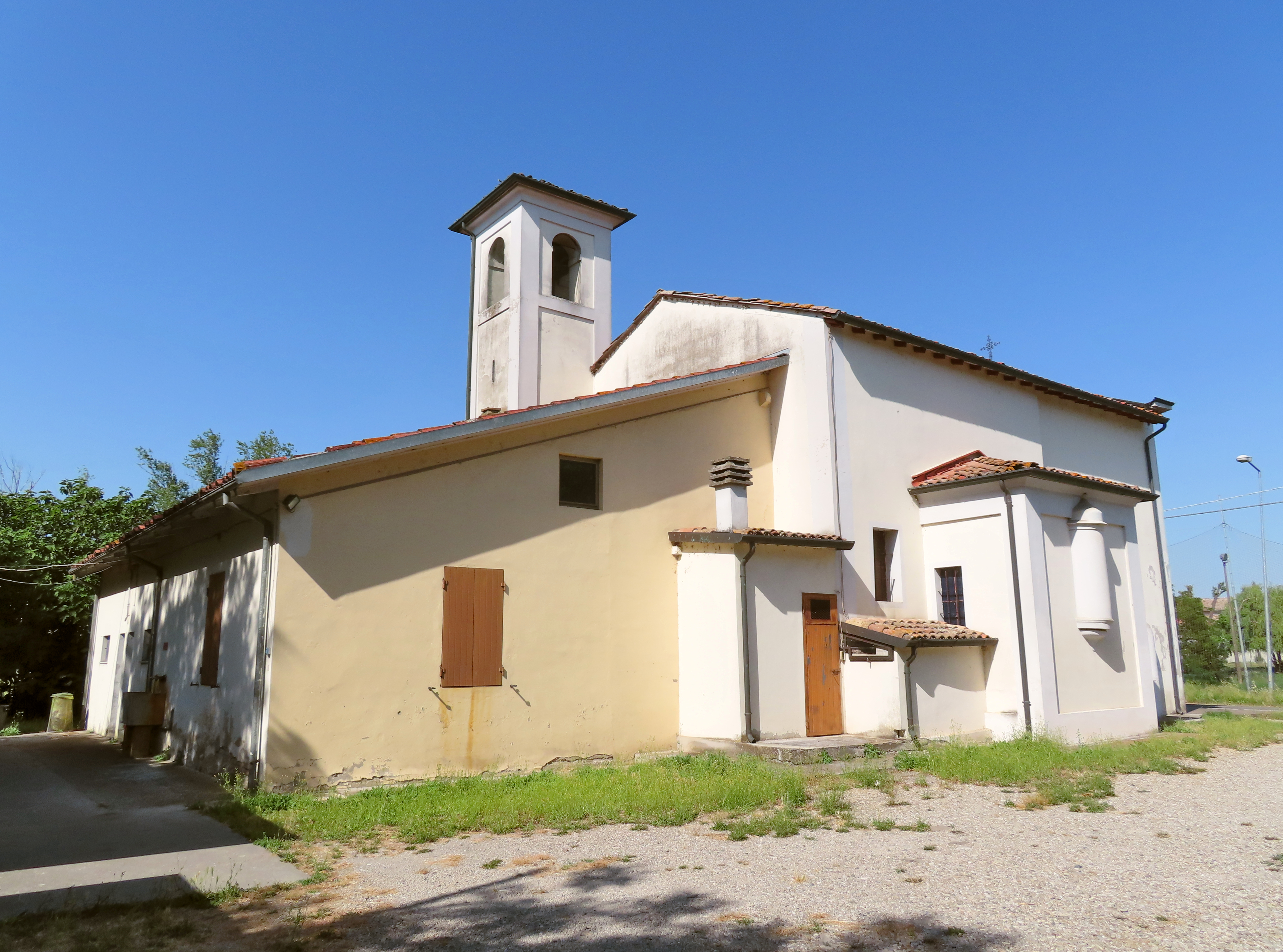
Retro e lato sud

Presenta una semplice e simmetrica facciata a capanna realizzata in muratura intonacata conclusa da una croce sommitale. Il portale d'accesso è sovrastato da una finestra dal margine superiore trilobato. Sul lato destro della chiesa, in posizione arretrata, aggetta il campanile. La torre realizzata in laterizio a vista è delimitata sugli spigoli da lesene. La cella campanaria si affaccia sui quattro lati per mezzo di monofore e termina in una cuspide piramidale bassa con copertura in coppi.

### Interno
L'interno presenta un'unica navata con presbiterio rialzato e abside allungata a parete piatta.
L'aula di forma rettangolare è chiusa da una volta a botte. Sul lato sinistro si apre una cappella laterale, in corrispondenza a questa sulla parete opposta è visibile una cappella tamponata che ospita sulla parete una nicchia.